# Luché-sur-Brioux
Luché-sur-Brioux é uma comuna francesa na região administrativa da Nova Aquitânia, no departamento de Deux-Sèvres. Estende-se por uma área de 5,16 km². Em 2010 a comuna tinha 140 habitantes (densidade: 27,1 hab./km²).